# Georg Eck (Märtyrer)
Georg Eck (* 22. November 1882 in Sartscha, Banat, Österreich-Ungarn; † Ende 1945 in Setschanfeld, Jugoslawien) war ein banatschwäbischer römisch-katholischer Geistlicher und Märtyrer. 

## Leben
Georg Eck wurde am 19. Oktober 1905 in Temeswar zum Priester geweiht. Er wirkte in Bogarosch, Sartscha, ab 1913 in Guttenbrunn/Temeshidegkùt, ab 1917 in Groß Komlosch / Nagykomlós, Groß Sanktpeter / Nagyszentpéter, schließlich als Pfarrer in Setschanfeld. Nach der Machtübernahme durch die Kommunisten kam er in ein Lager und starb dort Ende 1945.

## Gedenken
Die katholische Kirche hat Georg Eck als Glaubenszeugen in das deutsche Martyrologium des 20. Jahrhunderts aufgenommen.